# Inventaire du patrimoine immobilier culturel de la Wallonie
 (mai 2021).
Si vous disposez d'ouvrages ou d'articles de référence ou si vous connaissez des sites web de qualité traitant du thème abordé ici, merci de compléter l'article en donnant les références utiles à sa vérifiabilité et en les liant à la section « Notes et références ».
L'inventaire du patrimoine immobilier culturel (IPIC) recense le patrimoine immobilier classé et non classé de la Région wallonne (Belgique).

## Historique

Ancien logo.

Cet inventaire a débuté en 1966 sous l'égide du Ministère de la culture et sur l'impulsion du Conseil de l'Europe. Le premier inventaire du patrimoine est publié en 1973 et, en 1990, 30 000 biens sont répertoriés. 
En 2018, plus de 51 000 fiches reprenant autant de biens sont recensées et consultables sur internet par le grand public dans le but de le conscientiser à la richesse du patrimoine dans la gestion de l'urbanisme ou de l'aménagement du territoire. Cette liste est constamment en cours d'actualisation.

## Critères
Contrairement aux biens classés qui sont repris au patrimoine culturel immobilier classé de la Wallonie, l'inventaire répertorie des biens et immeubles qui possèdent une valeur patrimoniale locale d'un intérêt architectural, historique, archéologique, artistique, mémoriel, paysager, social, technique ou urbanistique mais qui ne sont pas nécessairement classés.
En Wallonie, les biens immobiliers les plus remarquables sont repris comme Patrimoine immobilier exceptionnel de la Région wallonne (environ 220 biens). Les autres biens classés font partie du Patrimoine immobilier classé de la Région wallonne tandis que tous les biens immobiliers d'intérêt (classés et non classés) figurent dans l'Inventaire du patrimoine immobilier culturel de la Wallonie (IPIC).
Il a pour objectifs la connaissance, la protection et la gestion des biens inscrits, ainsi que la sensibilisation du public. L'inscription d'un bien à l'Inventaire du patrimoine immobilier culturel de la Wallonie (IPIC) lui reconnaît une qualité patrimoniale.